# Deense voetbalbond
De Dansk Boldspil-Union (DBU) is de Deense voetbalbond. De letterlijke vertaling van de Deense naam is Deense Balspelunie. De DBU is echter alleen een voetbalbond.
De DBU organiseert de nationale competities zoals de Superligaen, de 1. Division, 2. Division, 3. Division, Danmarksserien en het bekertoernooi. De DBU is tevens verantwoordelijk voor het Deens voetbalelftal en het Deens vrouwenelftal. Daarnaast wordt ook de Elitedivisionen bij de vrouwen georganiseerd door de DBU.

## Voetbalsysteem in Denemarken
De DBU is verantwoordelijk voor de vier hoogste voetbaldivisies in Denemarken. In onderstaand schema de huidige indeling van de mannencompetities: 
| Niveau | Competitie (sponsornaam)     | Clubs |
| ------ | ---------------------------- | ----- |
| 1      | SAS Ligaen (Alka Superliga)  | 12    |
| 2      | 1. Division (NordicBet Liga) | 12    |
| 3      | 2. Division                  | 12    |
| 4      | 3. division                  | 12    |
| 5      | Danmarksserien               | 4x10  |

## Nationale ploegen
- Deens voetbalelftal
- Deens voetbalelftal (vrouwen)
- Deens voetbalelftal onder 21
- Deens voetbalelftal onder 17 (vrouwen)

## Ledenaantallen
Hieronder de ontwikkeling van het ledenaantal en het aantal verenigingen:
| Jaar | Ledenaantallen | Ledenaantallen | Ledenaantallen | Verenigingen |
| Jaar | Mannen         | Vrouwen        | Totaal         | Verenigingen |
| ---- | -------------- | -------------- | -------------- | ------------ |
| 2022 | 287.525        | 71.588         | 359.355        | 1.545        |
| 2021 | 274.825        | 69.853         | 344.678        | 1.577        |
| 2020 | 250.264        | 59.874         | 310.183        | 1.564        |
| 2019 | 264.410        | 64.312         | 328.722        | 1.586        |
| 2018 | 266.326        | 63.596         | 329.922        | 1.611        |
| 2017 | 264.868        | 61.670         | 326.538        | 1.643        |
| 2016 | 269.851        | 62.280         | 332.131        | 1.647        |
| 2015 | 273.419        | 63.294         | 336.713        | 1.656        |
| 2014 | 271.194        | 64.265         | 335.459        | 1.651        |
| 2013 | 264.788        | 65.167         | 329.955        | 1.658        |
| 2012 | 270.791        | 70.551         | 341.342        | 1.672        |
| 2011 | 278.865        | 77.889         | 356.754        | 1.663        |
| 2010 | 271.682        | 71.273         | 342.955        | 1.654        |
| 2009 | 249.938        | 63.736         | 313.674        | 1.625        |
| 2008 | 245.451        | 61.160         | 306.611        | 1.610        |
| 2007 | 244.955        | 59.719         | 304.674        | 1.630        |
| 2006 | 240.088        | 56.726         | 296.814        | 1.623        |
| 2005 | 244.440        | 56.041         | 300.481        | 1.620        |
| 2004 | 243.922        | 54.086         | 298.008        | 1.623        |
| 2003 | 252.411        | 55.845         | 308.256        | 1.625        |
| 2002 | 242.949        | 50.800         | 293.749        | 1.640        |
| 2001 | 240.773        | 44.224         | 284.997        | 1.596        |
| 2000 | 244.400        | 42.316         | 286.716        | 1.599        |
| 1999 | 246.099        | 41.044         | 287.143        | 1.600        |
| 1998 | 241.176        | 40.030         | 281.206        | 1.591        |
| 1997 | 238.536        | 39.749         | 278.285        | 1.581        |
| 1996 | 235.521        | 37.759         | 273.280        | 1.596        |
| 1995 | 235.708        | 36.693         | 272.401        | 1.602        |
| 1994 | 229.349        | 36.418         | 265.767        | 1.573        |
| 1993 | 223.391        | 35.847         | 259.238        | 1.550        |
| 1992 | 218.754        | 37.159         | 255.913        | 1.523        |
| 1991 | 228.179        | 37.824         | 266.003        | 1.526        |
| 1990 | 231.747        | 36.771         | 268.518        | 1.523        |
| 1989 | 238.344        | 35.997         | 274.341        | 1.523        |
| 1988 | 241.931        | 33.932         | 275.863        | 1.510        |
| 1987 | 241.577        | 33.304         | 274.881        | 1.510        |
| 1986 | 238.546        | 30.345         | 268.891        | 1.517        |
| 1985 | 243.252        | 30.564         | 273.816        | 1.510        |
| 1984 | 236.985        | 28.473         | 265.458        | 1.514        |
| 1983 | 244.204        | 27.892         | 272.096        | 1.498        |
| 1982 | 255.084        | 28.761         | 283.845        | 1.488        |
| 1981 | 256.272        | 27.830         | 284.102        | 1.480        |
| 1980 | 258.885        | 27.487         | 286.372        | 1.472        |
| 1979 | 259.370        | 26.746         | 286.116        | 1.456        |
| 1978 | 243.222        | 25.060         | 268.282        | 1.300        |
| 1977 | 238.250        | 25.448         | 263.698        | 1.372        |
| 1976 | -              | -              | -              | -            |
| 1975 | -              | -              | 322.907        | 1.419        |
| 1974 | -              | -              | 307.785        | 1.398        |
| 1973 | -              | -              | 235.001        | 1.406        |
| 1972 | -              | -              | 224.629        | 1.386        |
| 1971 | -              | -              | 200.929        | 1.381        |
| 1970 | -              | -              | 192.472        | 1.377        |
| 1969 | -              | -              | 185.665        | 1.423        |
| 1968 | -              | -              | 184.620        | 1.423        |
| 1967 | -              | -              | 192.337        | 1.410        |
| 1966 | -              | -              | 198.747        | 1.401        |
| 1965 | -              | -              | 185.096        | 1.387        |
| 1964 | -              | -              | -              | -            |
| 1963 | -              | -              | 184.727        | 1.379        |
| 1962 | -              | -              | 176.922        | 1.358        |
| 1961 | -              | -              | 168.824        | 1.352        |
| 1960 | -              | -              | 169.819        | 1.347        |
| 1959 | -              | -              | -              | -            |
| 1958 | -              | -              | 165.479        | 1.357        |
| 1957 | -              | -              | 165.780        | 1.349        |
| 1956 | -              | -              | -              | -            |
| 1955 | -              | -              | 160.287        | 1.368        |
| 1954 | -              | -              | 162.885        | 1.377        |
| 1953 | -              | -              | -              | -            |
| 1952 | -              | -              | 146.040        | 1.329        |
| 1951 | -              | -              | -              | -            |
| 1950 | -              | -              | 133.630        | 1.254        |
| 1945 | -              | -              | 110.217        | 1.207        |
| 1940 | -              | -              | -              | 880          |
| 1935 | -              | -              | -              | 761          |
| 1930 | -              | -              | 65.000         | 376          |

Albanië · 
Andorra · 
Armenië · 
Azerbeidzjan · 
België · 
Bosnië-Herzegovina · 
Bulgarije · 
Cyprus · 
Denemarken · 
Duitsland · 
Engeland · 
Estland · 
Faeröer · 
Finland · 
Frankrijk · 
Georgië · 
Gibraltar · 
Griekenland · 
Hongarije · 
Ierland · 
IJsland · 
Israël · 
Italië · 
Kazachstan · 
Kosovo · 
Kroatië · 
Letland · 
Liechtenstein · 
Litouwen · 
Luxemburg · 
Malta · 
Moldavië · 
Montenegro · 
Nederland · 
Noord-Ierland · 
Noord-Macedonië · 
Noorwegen · 
Oekraïne · 
Oostenrijk · 
Polen · 
Portugal · 
Roemenië · 
Rusland · 
San Marino · 
Schotland · 
Servië · 
Slovenië · 
Slowakije · 
Spanje · 
Tsjechië · 
Turkije · 
Wales · 
Wit-Rusland · 
Zweden · 
Zwitserland
DBU · A-internationals · Selecties · Bondscoaches · Deens vrouwenelftal · Olympisch elftal · Denemarken U21 · Denemarken U20 · Denemarken U19 · Denemarken U18 · Denemarken U17 · Denemarken U16 · Vrouwen U17
1908 – 1919 ·
1920 – 1929 ·
1930 – 1939 ·
1940 – 1949 ·
1950 – 1959 ·
1960 – 1969 ·
1970 – 1979 ·
1980 – 1989 ·
1990 – 1999 ·
2000 – 2009 ·
2010 – 2019 ·
2020 − 2029
EK's: 1964 · 
1984 · 
1988 · 
1992 · 
1996 · 
2000 · 
2004 · 
2012 · 
2020 · 
2024
WK's: 1986 · 
1998 · 
2002 · 
2010 · 
2018 · 
2022
OS: 1908 · 
1912 · 
1920 · 
1948 · 
1952 · 
1960 · 
1972 · 
1992 · 
2016
1908 · 
1909 · 
1910 · 
1911 · 
1912 · 
1913 · 
1914 · 
1915 · 
1916 · 
1917 · 
1918 · 
1919 · 
1920 · 
1921 · 
1922 · 
1923 · 
1924 · 
1925 · 
1926 · 
1927 · 
1928 · 
1929 · 
1930 · 
1931 · 
1932 · 
1933 · 
1934 · 
1935 · 
1936 · 
1937 · 
1938 · 
1939 · 
1940 · 
1941 · 
1942 · 
1943 · 
1944 · 
1946 · 
1947 · 
1948 · 
1949 · 
1950 · 
1952 · 
1952 · 
1953 · 
1954 · 
1955 · 
1956 · 
1957 · 
1958 · 
1959 · 
1960 · 
1961 · 
1962 · 
1963 · 
1964 · 
1965 · 
1966 · 
1967 · 
1968 · 
1969 · 
1970 · 
1971 · 
1972 · 
1973 · 
1974 · 
1975 · 
1976 · 
1977 · 
1978 · 
1979 · 
1980 · 
1981 · 
1982 · 
1983 · 
1984 · 
1985 · 
1986 · 
1987 · 
1988 · 
1989 · 
1990 ·
1991 · 
1992 · 
1993 · 
1994 · 
1995 · 
1996 · 
1997 · 
1998 · 
1999 · 
2000 · 
2001 · 
2002 · 
2003 · 
2004 · 
2005 · 
2006 · 
2007 · 
2008 · 
2009 · 
2010 · 
2011 · 
2012 · 
2013 · 
2014 · 
2015 · 
2016 · 
2017 · 
2018 ·
2019 ·
2020 ·
2021 ·
2022 ·
2023
Albanië ·
Algerije ·
Argentinië ·
Armenië ·
Australië ·
België ·
Bermuda ·
Bosnië en Herzegovina · 
Brazilië ·
Bulgarije ·
Canada ·
Chili ·
Cyprus ·
DDR ·
Duitsland ·
Ecuador ·
Egypte ·
Engeland ·
Estland ·
Faeröer · 
Finland · 
Frankrijk ·
Gambia ·
Georgië ·
Ghana ·
Gibraltar ·
GOS ·
Griekenland ·
Honduras ·
Hongarije ·
Hongkong ·
Ierland ·
IJsland ·
Indonesië ·
Iran ·
Israël ·
Italië ·
Japan ·
Joegoslavië ·
Kameroen ·
Kazachstan ·
Kosovo · 
Kroatië · 
Letland ·
Liechtenstein ·
Litouwen ·
Luxemburg ·
Malta ·
Marokko ·
Mexico ·
Moldavië · 
Montenegro · 
Nederland ·
Nederlandse Antillen ·
Nigeria ·
Noord-Ierland ·
Noord-Macedonië ·
Noorwegen ·
Oekraïne ·
Oostenrijk ·
Panama ·
Paraguay ·
Peru ·
Polen ·
Portugal ·
Roemenië ·
Rusland ·
San Marino ·
Saoedi-Arabië ·
Schotland ·
Senegal ·
Servië ·
Singapore ·
Slovenië ·
Slowakije ·
Sovjet-Unie ·
Spanje ·
Suriname ·
Thailand ·
Togo · 
Tsjechië ·
Tsjecho-Slowakije ·
Tunesië · 
Turkije · 
Uruguay ·
Verenigde Arabische Emiraten ·
Verenigde Staten ·
Wales ·
Wit-Rusland ·
Zuid-Afrika ·
Zuid-Korea ·
Zweden ·
Zwitserland
Argentinië (1995) · 
Australië (2018) ·
Australië (2022) · 
België (2021) · 
Duitsland (1992) · 
Duitsland (2012) · 
Engeland (2021) · 
Finland (2021) · 
Frankrijk (2002) · 
Frankrijk (2018) · 
Japan (2010) · 
Kameroen (2010) · 
Kroatië (2018) · 
Nederland (2010) · 
Nederland (2012) · 
Peru (2018) · 
Portugal (2012) · 
Rusland (2021) · 
Senegal (2002) · 
Tsjechië (2021) · 
Uruguay (2002) · 
Wales (2021)